# Bostoni Egyetem
A Bostoni Egyetem (angolul Boston University) 30 000 hallgatót oktató, 1839 óta működő amerikai magánegyetem a massachusettsi Bostonban. Az alap- és posztgraduális képzést is nyújtó iskolában jelentős kutatási tevékenység is folyik. Az intézmény a társadalom- és természettudományi oktatáson kívül jogi, orvosi, mérnöki és művészeti képzést is nyújt, de említést érdemel az üzleti és teológiai iskola is.
A Bostoni Egyetem híres volt diákjai közé tartozik Martin Luther King polgárjogi vezető, Alexandria Ocasio-Cortez kongresszusi képviselő, Óscar Arias Sánchez volt Costa Rica-i elnök, valamint Julianne Moore, Geena Davis, Jason Alexander, John Cazale, Emily Deschanel, Marisa Tomei és Faye Dunaway színművészek.
Az egyetem számos Nobel-díjassal büszkélkedik. A diákok közül Martin Luther King és Óscar Arias Sánchez Nobel-békedíjat kapott. Az egyetem jelenlegi vagy volt oktatói közül Simomura Oszamu kémiai, Sheldon Lee Glashow és Daniel Chee Tsui fizikai, Saul Bellow és Derek Walcott irodalmi Nobel-díjat, Elie Wiesel pedig Nobel-békedíjat nyert el.

## Felekezeti hovatartozás
Az iskola nem felekezeti, de történelmi kötődéssel bír a metodista egyház felé. Eredetileg metodisták alapították Newburyben, mielőtt 1867-ben Bostonba költöztek volna.